# Kulturåret 1745

## Födda
- 7 februari – Joseph Boze (död 1826), fransk konstnär.
- 5 mars – Christina Elisabeth Carowsky (död 1797), svensk konstnär.
- 21 mars – Johan Nordahl Brun (död 1816), norsk författare och teolog.
- 14 april – Denis Fonvizin (död 1792), rysk författare och översättare.
- 5 maj – Carl August Ehrensvärd (död 1800), svensk sjömilitär, konstteoretiker, konstnär och arkitekt.
- 7 maj – Carl Stamitz (död 1801), tysk tonsättare och violinist.
- 12 maj – Jens Juel (död 1802), dansk konstnär (främst porträttmålare).
- okänt datum – Olaudah Equiano (död 1797), slav och självbiografisk författare.
- okänt datum – Sydney Parkinson (död 1771), brittisk naturforskare och tecknare.

## Avlidna
- 19 oktober – Jonathan Swift (född 1667), irländsk-brittisk kyrkoman, författare och satiriker.
- 6 december – Christoph Förster (född 1693), tysk tonsättare och violinist.